# Suka Mulia Hilir
Suka Mulia Hilir is een bestuurslaag in het regentschap Deli Serdang van de provincie Noord-Sumatra, Indonesië. Suka Mulia Hilir telt 301 inwoners (volkstelling 2010).